# Гигантские гадюки
Гигантские гадюки  (лат. Macrovipera) — род ядовитых змей семейства Гадюковых.
Представители рода населяют пустыни, полупустыни и степи Северной Африки, Ближнего и Среднего Востока, а также Кипр и острова Киклады.
Имеют репутацию змей с агрессивным характером и могут выделить большое количество яда, поэтому рассматриваются как очень опасные.

## Описание
Длина этих змей достигает 2 м, за исключением Macrovipera schweizeri, которая короче.
Голова широкая, плоская, отделена от шеи. Спина покрыта маленькими неправильной формы чешуйками. Надглазничные щитки обрывочны и частично разделены.

## Классификация
В составе рода выделяют 3 вида:
- Macrovipera lebetina — гюрза, или левантская гадюка
- Macrovipera razii
- Macrovipera schweizeri — милосская гадюка

## Распространение
Наиболее обширный ареал из видов этого рода имеет гюрза: Северная Африка, Кипр, Турция, страны Ближнего Востока, Армения, Азербайджан, российский Дагестан, Иран, Афганистан, юг Средней Азии (Туркменистан, Узбекистан, Таджикистан), Афганистан, Пакистан, северо-западная Индия.
Macrovipera schweizeri, ранее считавшаяся подвидом гюрзы, является эндемиком греческих островов Киклады: Милос, Кимолос, Полиегос, Сифнос.
Мавританская гадюка и включавшаяся ранее в её состав в качестве подвида Macrovipera deserti распространены в западной части Северной Африки.

## Галерея
- Гюрза
- Macrovipera schweizeri